# Henry Darrow
Henry Darrow, geboren als Enrique Tomas Delgado jr. (New York, 15 september 1933 - Wilmington (North Carolina), 14 maart 2021) was een Amerikaanse film- en theateracteur.

## Biografie
Henry Darrow werd geboren in New York als oudste van twee zonen van Enrique St. Delgado en zijn vrouw Gloria, maar groeide op in Puerto Rico in het huis van zijn ouders. Als jonge man schreef Darrow zich daar in aan de Universiteit van Puerto Rico, waar hij drama en politicologie studeerde. Darrow verdiende zijn eerste geld dankzij zijn tweetalige opleiding - Spaans als moedertaal en Engels als tolk. In 1954 verhuisde Darrow naar Pasadena (Californië) waar hij zijn eerste opdrachten in het theater ontving. Hier ontmoette hij ook zijn latere eerste vrouw Lucy, met wie hij twee kinderen kreeg.
In 1959 maakte Darrow zijn debuut als filmacteur in Holiday for Lovers, een film van Harry Levin. Henry Darrow stond toen voor de camera in tal van bekende televisieseries, waaronder The High Chaparral, Bonanza, Gunsmoke en Kobra. In The New Adventures of Zorro, een animatieserie uit 1981, leende hij zijn stem aan Zorro. Toen in 1983 de spin-off Zorro and Son werd geproduceerd, nam hij zijn rol weer op. Henry Darrow belichaamde vooral Spaanse karakters en maakte van de gelegenheid gebruik om te overtuigen in verschillende genres. Hij was ook betrokken bij actieseries als Knight Rider en Airwolf, maar overtuigde ook in sciencefiction-series, waaronder Star Trek: Voyager en Star Trek: The Next Generation. Zijn bekendste rol, die hem ook een zeer populaire acteur maakte in Duitstalige landen, was in de 97-delige westernserie The High Chaparral (1967-1971). Daar speelde hij als Manolito Montoya naast Leif Erickson, Linda Cristal en Cameron Mitchell een van de hoofdrollen.
Een van zijn weinige speelfilms waarin hij verscheen was Blue Heat - Lonely Time for Heroes uit 1990. Hij was ook te zien in de western Maverick uit 1994. Henry Darrow trouwde in 1981 voor de tweede keer, dit keer met actrice Lauren Levinson. De twee woonden in Wilmington in North Carolina, waar hij ook overleed.

## Filmografie

### Film
- 1961: Sniper's Ridge
- 1973: Brock's Last Case
- 1980: Attica, tv-film
- 1981: St. Helens
- 1983: Losin' It
- 1986: The Hitcher
- 1990: The Last of the Finest
- 1994: Maverick
- 2003: Runaway Jury

### Televisieseries
- 1963: The Outer Limits
- 1966: Gunsmoke
- 1966: T.H.E. Cat
- 1967: Bonanza
- 1967–1971: The High Chaparral
- 1971: Mission: Impossible
- 1974: Kojak
- 1974–1975: Harry O
- 1976: Baretta
- 1976: The Streets of San Francisco
- 1977: Police Woman
- 1979: Hart to Hart
- 1981: Simon & Simon
- 1982: Dynasty
- 1982–1983, 1986: T.J. Hooker
- 1983: Dallas
- 1984: Airwolf
- 1984: The Fall Guy
- 1985: Magnum P.I.
- 1986: Knight Rider
- 1988: Star Trek: The Next Generation
- 1989–1992: Santa Barbara
- 1990–1993: Zorro
- 1993: Silk Stalkings
- 1994: Nurses
- 1995: Star Trek: Voyager
- 1997: Babylon 5
- 1998: X-Factor: Das Unfassbare (seizoen 2, aflevering 12, Das Karussell)
- 1998: Tex Murphy: Overseer (computerspel)
- 1998–2001: The Bold and the Beautiful
- 2001: Diagnosis Murder